# Citroën Méhari
Citroën Méhari är en bilmodell av Citroën. 
I maj 1968 släppte Citroën Méhari, en flerfunktions, terränggående, 4-sitsig, pick-up. Méhari hade en 602 cm³, 28,5 hk motor. Topphastighet 105 km/tim. 
Méhari byggdes i 144 953 exemplar mellan maj 1968 och december 1987. 
Den var under en tid förbjuden i Sverige på grund av undermålig säkerhet. Den finns både som framhjuls- och fyrhjulsdriven, den senare en ovanlig modell.
Méhari vägde bara 535 kg och byggdes på underredet av Citroëns A-serie (2CV, Dyane och Ami). Motorn var den lite större 602 cc som användes även i övriga modeller. Till skillnad från systermodellerna hade Méhari plastkaross. Strålkastare och instrumentbräda hämtades från Dyane. Den fyrhjulsdrivna modellen som tillverkades mellan 1980 och 1983 särskiljer sig utvändigt genom att den har reservhjulet nedsänkt i motorhuven. Transmissionen är också specialgjord för den modellen, eftersom inga andra A-modeller hade fyrhjulsdrivning (förutom 2CV Sahara, som hade en extra motor som drev bakhjulen). 